# Nukâka Coster-Waldau
Nukâka Coster-Waldau (née Sascha Nukâka Motzfeldt; née le 23 février 1971), connue sous le nom de Nukâka, est une chanteuse, actrice dano-groenlandaise et ancienne Miss Groenland.

## Biographie
Sascha Nukâka Motzfeldt est née le 23 février 1971  à Uummannaq, au Groenland. Sa famille a des origines inuites, allemandes et norvégiennes. Elle est la fille de Vivi et Josef Motzfeldt, un homme politique groenlandais.
Elle est mariée à l'acteur danois Nikolaj Coster-Waldau avec qui elle a deux enfants.

## Concours internationaux
Coster-Waldau a participé au concours de Miss Univers 1990. Elle a terminé à la 19e place dans les épreuves préliminaires, apportant au Groenland son meilleur résultat au concours Miss Univers.

## Filmographie

### Cinéma
| An   | Titre                                 | Rôle                              | Remarques     |
| ---- | ------------------------------------- | --------------------------------- | ------------- |
| 1998 | Cœur de lumière (Qaamarngup uummataa) | Trommedanser                      |               |
| 1998 | Vildspor                              | Jóna                              |               |
| 2007 | Hvid nat                              | Camillas veninde                  |               |
| 2008 | Himmerland                            | Maman de Sofie                    |               |
| 2010 | Eksperimentet                         | Margrethe                         |               |
| 2012 | Skavengers                            | Agent d'information aéroportuaire |               |
| 2013 | Det grå guld                          | Présentateur de nouvelles TV2     |               |
| 2014 | Sømand                                | Sara                              | Court métrage |
| 2014 | Echoes of a Ronin                     | Aiko                              | Court métrage |
| 2018 | Anori                                 | Anori                             |               |

### Télévision
| An   | Titre                               | Rôle         | Remarques                    |
| ---- | ----------------------------------- | ------------ | ---------------------------- |
| 2004 | Forsvar                             | Sørine Olsen | Episode: "Offre de détresse" |
| 2007 | The Killing (série télévisée, 2007) | Journaliste  | 4 épisodes                   |
| 2010 | Bedre envoyé fin aldrig             |              |                              |
| 2020 | Enfer blanc                         | Ina Lynge    |                              |
| 2025 | La Roue du temps                    | Bair         |                              |

### Théâtre
| An   | Titre    | Rôle | Remarques |
| ---- | -------- | ---- | --------- |
| 2008 | Polaroïd |      | Étape     |